# Nereidák kútja
Koordináták: é. sz. 47° 29′ 35″, k. h. 19° 03′ 22″47.493056°N 19.056111°E

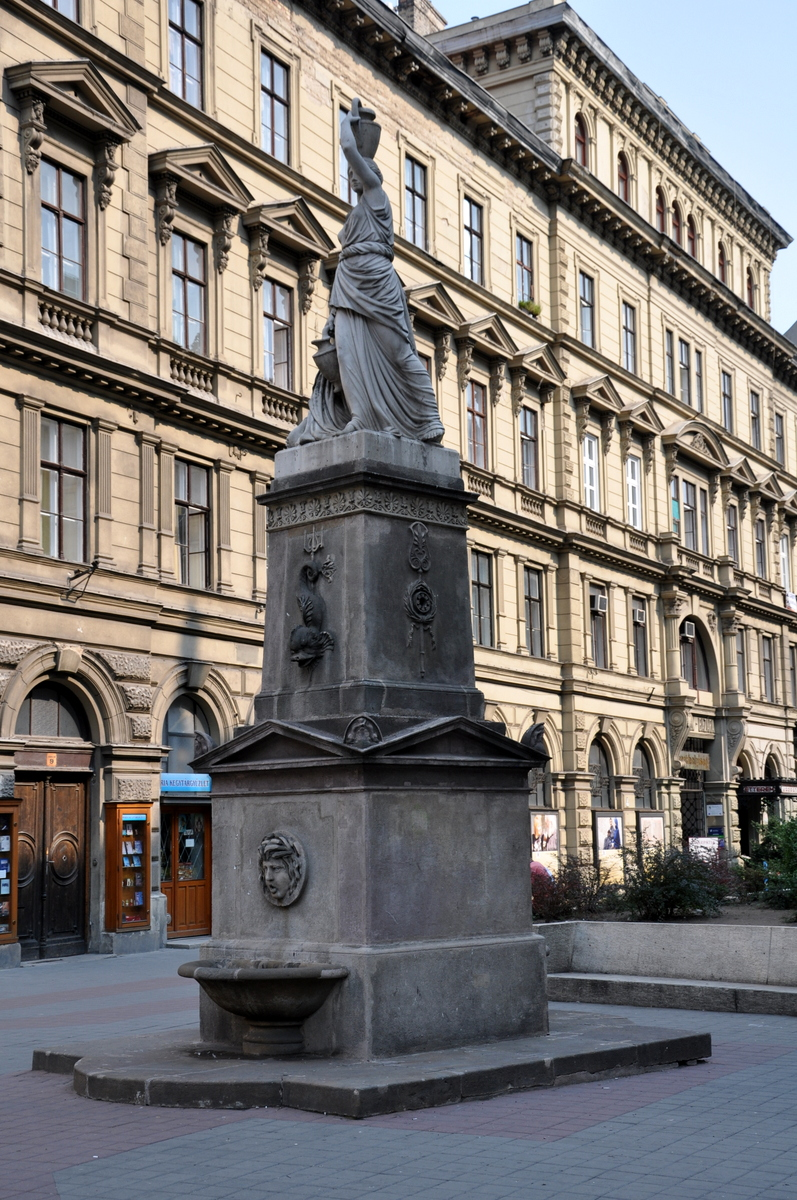
Nereidák kútja

A Nereidák kútja vagy Najádok kútja egy két nőalakot ábrázoló szoborcsoport, talapzatán delfinekkel és kagylókkal Budapest V. kerületében, a Ferenciek terén.

## Története
Uhrl Ferenc alkotását 1835-ben állították fel Pesten, a Ferenciek terén. A talapzatát Fessl József és Dunaiszky Lőrinc készítette. Több mint 60 évvel később, 1899-ben átvitték Kőbányára, a Liget térre. Itt érte a II. világháború, melynek során a talapzaton álló szobrok elpusztultak. Győri Dezső szobrászművész a fennmaradt fotók alapján újramintázta. A szobrot a Képzőművészeti Kivitelező Vállalat Kőszobrász üzemében faragták ki süttői mészkőből, majd 1976-ban visszaállították az eredeti helyére.
„Ez az első kút, mely Pest város terein szobrászati művel ékesíttetett” – írta a Honművész című újság annak idején. Napjainkban a magyarországi lengyelek fontos emléke, illetve emlékhelye.

## Külső hivatkozások
- Néreidák-kútszobor – Köztérkép.hu
- Kis budapesti szoborkörút